# Janusz Włodarczyk
Janusz Andrzej Włodarczyk (ur. 26 kwietnia 1932 w Warszawie, zm. 28 listopada 2015 w Tychach) – polski architekt, profesor nauk technicznych inżynier, profesor zwyczajny Wydziału Architektury Politechniki Białostockiej, nauczyciel akademicki innych uczelni, specjalista w zakresie architektury mieszkaniowej i użyteczności publicznej, architektury szkoły, teorii architektury, uważany za współtwórcę „Nowych Tychów”.

## Życiorys
W 1958 ukończył studia architektoniczne na Wydziale Architektury Politechniki Krakowskiej. W 1987 otrzymał stopień naukowy doktora nauk technicznych. Na podstawie dorobku naukowego oraz rozprawy pt. Architektura szkoły uzyskał w 1993 na Wydziale Architektury Politechniki Warszawskiej stopień doktora habilitowanego nauk technicznych w dyscyplinie architektura i urbanistyka w specjalności architektura i urbanistyka. W 2001 prezydent Aleksander Kwaśniewski nadał mu tytuł naukowy profesora nauk technicznych.
W latach 1977–1981 był wykładowcą w Akademii Sztuk Pięknych w Krakowie, filia w Katowicach, w latach 1989–1993 kierownikiem Zakładu Architektury Mieszkaniowej i Użyteczności Publicznej Wydziału Architektury Politechniki Białostockiej, od 1993 kierownikiem Katedry Projektowania Architektonicznego Wydziału Architektury Białostockiej. Był także nauczycielem akademickim w Wyższej Szkole Zarządzania i Nauk Społecznych w Tychach (2001–2003). W 2004 został kierownikiem Katedry Projektowania Architektonicznego Kierunku Architektury i Urbanistyki Wyższej Szkoły Technicznej w Katowicach. Został profesorem Politechniki Białostockiej.
W latach 1958–1959 był projektantem w biurze Miastoprojekt-Specjalistyczne w Warszawie, w latach 1959–1989 w biurze Miastoprojekt-Nowe Tychy w Tychach, od 1989 prowadził własną praktykę projektową.
Należał do Stowarzyszenia Architektów Polskich (w latach 1977–1980 członek Zarządu Okręgowego), był rzeczoznawcą SARP, przedstawicielem SARP w Międzynarodowej Unii Architektów UIA/UNESCO, w sekcji architektury edukacji (1996–2015). Otrzymał m.in. Brązową, Srebrną i Złotą Odznakę SARP.
Był żonaty z architekt Bożeną Włodarczyk.

## Realizacje
Autor ok. 80 projektów szkół oraz innych obiektów edukacji, kultury i handlu, w większości zrealizowanych, zwłaszcza na terenie Tychów.
Zaprojektował (wspólnie z żoną Bożeną) kościół pw. św. Maksymiliana Marii Kolbe w Tychach i ewangelickiego kościoła Apostołów Piotra i Pawła w Tychach.

## Wybrane publikacje
- Architektura szkoły (1992);
- Żyć znaczy mieszkać (1997);
- Oblicza architektury (2000);
- Około architektury (2003);
- Archinotatnik (2006);
- Literacki słownik architektury (2007);
- Prawda i kłamstwa architektury (2009);
- Drogi i ścieżki architektury (2010);
- Pokochać Tychy?: czyli miasto od nowa (2012);
- Obecność architektury (2013);
- Architektura i muzyka (2015)[2];
- Akcja Sztuki > Nowe[5].

## Wybrane wystawy
Architektura:
- Wystawa autorska (z żoną Bożeną, synem Marcinem i synową Małgorzatą, architektami). Urząd Wojewódzki Katowice (1994).
- Ogólnopolskie Przeglądy Projektów (1985, 1986, 1987, 1988, 1989).
- Wojewódzkie Przeglądy Projektów, Katowice, kilkanaście projektów z lat 1972–1993. (1992)

Fotografia:
- W stronę Milówki, Galeria politechnika, Białystok (1995), EMPiK Katowice (1996);
- Mój Paryż, Galeria Politechnika, Białystok (1997), SARP Katowice (1997);
- Poza Atlantykiem, Galeria Politechnika, Białystok (1998), SARP Katowice (1999);
- Most – coś co łączy, Galeria Politechnika, Białystok (1999); Okno-oczy domu, SARP Katowice (2001), SARP Kraków (2002);
- Archiobrazy, Muzeum Miejskie, Tychy (2007), SARP Katowice (2007);
- Archinotatnik, czyli zdejmowanie architektury, Projekt: Akcja Sztuki > Nowe, Miejskie Centrum Kultury w Tychach (2010)[7].

## Nagrody (ważniejsze)
Projekty i realizacje:
- Nagroda Ministra Budownictwa i PMB za zrealizowany projekt Szkoły Podstawowej, osiedle H, Tychy, (1997);
- Wyróżnienia Honorowe SARP, (13) w latach 1972–1993;
- Nagrody w Ogólnopolskim Przeglądzie Projektów, kategoria Kultura i Oświata: Gdańsk (1985);
- I Nagroda, Warszawa (1996);
- I Nagroda, Wrocław (1997);
- III Nagroda, Katowice (1998).

Konkursy:
- Motel dla woj. Katowickiego (1966);
- I Nagroda; Dom Kultury w Łodzi (1968).

Teoria:
- Architektura szkoły, Arkady (1992);
- Nagroda indywidualna Min. Budownictwa i Gospodarki Przestrzennej (1993);
- Program, projektowanie i modernizacja, COBPBO Warszawa;
- Nagroda Zespołowa Min. Budownictwa i Gospodarki Przestrzennej (1994).

## Odznaczenia (ważniejsze)
- Medal Komisji Edukacji Narodowej (1974, 1999);
- Srebrny Krzyż Zasługi (1978);
- Złoty Krzyż Zasługi (1985);
- Medal SARP (1980);
- Status Twórcy SARP (1980);
- Medal Politechniki Krakowskiej (2002).

Źródło

## Biogramy w słownikach i encyklopediach
- Kto jest kim w Polsce. Interpress (1982, 1984, 1989, 1993, 2001);
- Men of Achievement, Cambridge, W.Brytania (1991, 1994);
- The International Directory of Distinguished Leadership, Stany Zjednoczone AP (1992, 1994);
- Five Thousend Personalities of the World (1994);
- Złota Księga Nauk Technicznych. Helion (2003, 2006);
- Współcześni Uczeni Polscy, OPI (2002).

Źródło

## Radio, TV, Film
- Polskie Radio Kraków: Audycja o książce Żyć znaczy mieszkać (1997);
- Polskie Radio, II Program: Moja muzyka (1997);
- TV Białystok: O wystawie Most – coś co łączy (1999);
- Polska Kronika Filmowa. O szkołach Janusza A. Włodarczyka (1987).

Źródło

## Śmierć i pochówek
Zmarł 28 listopada 2015 w Tychach. 5 grudnia 2015 został pochowany na cmentarzu Żwakowskim w Tychach.